# Suqutri
Suqutri (psáno též soqotri, socotri nebo sokotri, v suqutri ماتڸ دسقطري, méthel d-saqátri, arabsky: اللغة السقطرية) je jazyk obyvatelů ostrova Sokotra, který patří k Jemenu a leží na kraji Adenského zálivu, nedaleko pobřeží Somálska. Kromě Sokotry se používá i na nedalekých menších ostrovech Abd al Kuri a Samhah. V rámci semitské jazykové rodiny se řadí mezi tzv. moderní jihoarabské jazyky, což je skupina málo rozšířených jazyků, které jsou používány v některých oblastech v Jemenu a Ománu, a kromě suqutri sem patří ještě jazyky jako mehri nebo harsusi. Ačkoliv se suqutri někdy bere jako dialekt arabštiny, tak je mnohem bližší semitským jazykům v Etiopii než k arabštině, i když jazyk suqutri byl arabštinou silně ovlivněn.
Odhady počtu mluvčích jazyka se liší, některé zdroje hovoří o 50 tisíc, jiné až o 70 tisíc.
Jazyk dlouho dobu neměl písemnou podobu, zápis suqutri v arabském písmu vznikl až v roce 2014. Krom arabského písmo se suqutri často zapisuje latinkou.

## Používání jazyka
Suqutri není jemenskou vládou uznáván jako oficiální jazyk, jediným oficiálním jazykem na Sokotře je arabština. Veškerá výuka je pouze v arabštině, na mnoho pracovních pozic je nutná znalost arabštiny. To vede k tomu, že mnoho mladých Sokotřanů vůbec tradiční jazyk ostrova příliš dobře neovládá a hovoří pouze arabsky. Spolu se sokotránským jazykem mizí i sokotránská kultura, například lidová poezie.

## Ukázka
Ukázka tradiční lidové poezie v jazyce suqutri, v zápisu v latince:
| „ | ber tībeb di-ģašonten Abdullah di-halēhn d-iķor di-hi sode af teķolemen ٚeyh il-ārhen | “ |

Český překlad: každý ví jistě, že Abdullah je docela hloupý, chodí sem a tam, nechal ležet svou rybu tak dlouho, až kolem něj létají mouchy.